# Nasusina vaporata
Nasusina vaporata là một loài bướm đêm trong họ Geometridae.